# 三關橋
三關橋位於四川省阿壩藏族羌族自治州小金縣，文物遺址年代判定為1923年。2007年6月1日公佈為四川省第七批文物保護單位。